# 显脉贯众
显脉贯众（学名：Cyrtomium nervosum）为鳞毛蕨科贯众属下的一个种。

## 扩展阅读
- 維基物種上的相關：显脉贯众